# Karl-Ritter-von-Frisch-Gymnasium Moosburg
Das Karl-Ritter-von-Frisch-Gymnasium (kurz KRvFG) in Moosburg an der Isar ist ein staatliches naturwissenschaftlich-technologisches (NTG) und sprachliches (SG) Gymnasium im Landkreis Freising.

## Geschichte

### Name
Das Gymnasium Moosburg trägt seit 1983 den Namen des Naturwissenschaftlers, Hochschullehrers und Nobelpreisträgers Karl Ritter von Frisch. Er war Universitätsprofessor und Vorstand des Zoologischen Institutes der LMU München und Verfasser der ersten Biologie-Lehrbücher für die Oberstufe der Gymnasien in Bayern.

### Planung und Bau
Seit 1968 war ein Gymnasium in Moosburg geplant, das am 17. September 1974 den Schulbetrieb aufnahm. Die ersten Klassen waren provisorisch zunächst in der Dreifachturnhalle der Georg-Hummel-Schule sowie im zweiten Schuljahr auch zusätzlich in der ehemaligen Landwirtschaftsschule in der Thalbacher Straße untergebracht. Im September 1977 wurde das neue Schulgebäude in der Albinstraße bezogen. Bis 1981 war der Ausbau des Gymnasiums Moosburg abgeschlossen. Im Frühjahr 1983 legte der erste Jahrgang am Gymnasium Moosburg das Abitur ab.
2007 wurde für die wachsende Schülerzahl der neue Erweiterungsbau fertiggestellt und 2008 eingeweiht. Im Schuljahr 2010/11 hatte das KRvFG etwa 1059 Schüler und 72 Lehrer. Bei einer Sanierung des Gebäudes wurde eine Photovoltaikanlage auf dem Dach des Gymnasiums installiert.

### Schulleiter
- 1974–1986: Norbert Herrmann
- 1986–2002: Wolfgang Dietze
- 2002–2007: Wolfgang Hansjakob
- 2007–2019: Karolina Hellgartner
- Seit 2019: Claudia Theumer

## Schulleben
Ausbildungsrichtungen: Am Gymnasium werden die zwei Ausbildungsrichtungen angeboten, die in Bayern am häufigsten gewählt werden. Beide Ausbildungsrichtungen führen zur allgemeinen Hochschulreife.
- Der naturwissenschaftlich-technologische Zweig vermittelt eine gründliche Einführung in die Naturwissenschaften. Das Fach Chemie beginnt mit der 8. Jahrgangsstufe.
- Der sprachliche Zweig hat den Schwerpunkt im Bereich der sprachlichen Fächer. Französisch als dritte Fremdsprache setzt ab der 8. Klasse ein.

Weitere Angebote:
- Schule ohne Rassismus-Schule mit Courage seit 2011/12
- MINT-freundliche Schule seit 2018[9]
- Big-Band-Klasse seit 2017/18[10]
- Medienscouts, Tutorensysteme
- Schülerzeitung Der Stachel, Schüleraustausch.[11]

Auszeichnungen:
- Im November 2018 wurde das Gymnasium mit dem Titel "MINT-freundliche Schule" ausgezeichnet.[12]
- Im November 2019 erhielt das Gymnasium für das Engagement im Bereich Nachhaltigkeit und gerechter Handel die Auszeichnung als Fairtrade-School.[13]
- Im Dezember 2020 wurde das Karl-Ritter-von-Frisch-Gymnasium von der nationalen Initiative MINT – Zukunft schaffen als Digitale Schule ausgezeichnet.[14]
- Am Gymnasium Moosburg entstanden vier Musical-Inszenierungen:
  - 1998: Joseph: Für die herausragenden Leistungen – u. a. bei der Joseph-Aufführung – erhielt die Jazztanzgruppe des Gymnasiums 1998 den Kulturpreis des Landkreises Freising.[15]
  - 2009: Hair[16]
  - 2013: Footloose[17]
  - 2017: Fame[18]